# Lycosa arambagensis
Lycosa arambagensis is een spinnensoort uit de familie wolfspinnen (Lycosidae).
De wetenschappelijke naam van de soort werd in 1992 gepubliceerd door Bijan Kumar Biswas & Kajal Biswas.